# Championnat d'Autriche de football 1993-1994
Navigation
Saison précédente Saison suivante
La saison 1993-1994 du Championnat d'Autriche de football était la 83e édition du championnat de première division en Autriche. La Bundesliga regroupe les 10 meilleurs clubs du pays au sein d'une poule unique où ils s'affrontent quatre fois au cours de la saison, 2 fois à domicile et 2 fois à l'extérieur. À la fin de la saison, le dernier au classement est relégué tandis que le 9e joue un match de barrage face au vice-champion de 2.Bundesliga, la deuxième division autrichienne.
C'est le club du SV Austria Salzbourg qui remporte le championnat en terminant en tête du classement final, avec 2 points d'avance sur le triple tenant du titre, le FK Austria Vienne et 7 sur le FC Admira Wacker. C'est le tout premier titre de champion d'Autriche de l'histoire du club. L'Austria Vienne se console de la perte de son titre en remportant la Coupe d'Autriche.

## Les 10 clubs participants
| - SK Rapid Vienne - VfB Mödling - SKNV St. Pölten - FC Wacker Innsbruck - Wiener Sport-Club | - Austria Salzbourg - SK Vorwärts Steyr - FC Admira Wacker - FK Austria Vienne - SK Sturm Graz |

## Compétition

### Classement
Le barème utilisé pour établir le classement est le suivant :
- Victoire : 2 points
- Match nul : 1 point
- Défaite : 0 point

| Rang | Équipe                | Pts | J  | G  | N  | P  | Bp | Bc | Diff |
| ---- | --------------------- | --- | -- | -- | -- | -- | -- | -- | ---- |
| 1    | SV Austria Salzbourg  | 51  | 36 | 21 | 9  | 6  | 56 | 18 | +38  |
| 2    | FK Austria Vienne T C | 49  | 36 | 22 | 5  | 9  | 63 | 39 | +24  |
| 3    | FC Admira Wacker      | 44  | 36 | 18 | 8  | 10 | 51 | 35 | +16  |
| 4    | FC Tirol Innsbruck    | 39  | 36 | 14 | 11 | 11 | 48 | 33 | +15  |
| 5    | SK Rapid Vienne       | 35  | 36 | 12 | 11 | 13 | 38 | 42 | -4   |
| 6    | VfB Mödling           | 35  | 36 | 12 | 11 | 13 | 32 | 49 | -17  |
| 7    | SK Sturm Graz         | 33  | 36 | 12 | 9  | 15 | 37 | 42 | -5   |
| 8    | SK Vorwärts Steyr     | 26  | 36 | 8  | 10 | 18 | 43 | 54 | -11  |
| 9    | SKNV St. Pölten       | 26  | 36 | 9  | 8  | 19 | 37 | 57 | -20  |
| 10   | Wiener Sport-Club     | 22  | 36 | 5  | 12 | 19 | 21 | 57 | -36  |

|  | Qualification pour la Ligue des champions 1994-1995  |
|  | Qualification pour la Coupe des Coupes 1994-1995     |
|  | Qualification pour la Coupe UEFA 1994-1995           |
|  | Participation au barrage de promotion-relégation     |
|  | Relégation directe en 2.Bundesliga                   |
|  | T Tenant du titre C Vainqueur de la Coupe d'Autriche |

#### Barrage de promotion-relégation
Le 9e du classement affronte le vice-champion de 2.Bundesliga en matchs aller-retour afin de connaître le dernier club participant au championnat la saison prochaine.
| Équipe 1        | Résultat | Équipe 2               | Aller | Retour |
| --------------- | -------- | ---------------------- | ----- | ------ |
| SKNV St. Pölten | 3 - 5    | FC Linz (2.Bundesliga) | 1 - 2 | 2 - 3  |

## Bilan de la saison
| Championnat d'Autriche de football 1993-1994 |                                  |
| Champion                                     | SV Austria Salzbourg (1er titre) |
| Coupes et trophées                           |                                  |
| Vainqueur de la Coupe d'Autriche 1993-1994   | FK Austria Vienne                |
| Qualifications continentales                 |                                  |
| Ligue des champions 1994-1995                | SV Austria Salzbourg             |
| Coupe des Coupes 1994-1995                   | FK Austria Vienne                |
| Coupe UEFA 1994-1995                         | FC Admira Wacker                 |
| Coupe UEFA 1994-1995                         | FC Tirol Innsbruck               |
| Promotions et relégations                    |                                  |
| Promus en Bundesliga                         | FC Linz                          |
| Promus en Bundesliga                         | Linzer ASK                       |
| Relégués en 2.Bundesliga                     | SKNV St. Pölten                  |
| Relégués en 2.Bundesliga                     | Wiener Sport-Club                |